# دم‌خاری سرزنگاری
دم‌خاری سرزنگاری (نام علمی: Synallaxis fuscorufa) یک گونه نزدیک تهدید از پرندگان در زیرتیرهٔ تنورمرغیان (Furnariinae) از تیرهٔ تورمرغان (Furnariidae) و بومی کلمبیا است.